# Anders Hallberg (skådespelare)
Anders Hallberg, född 1722, var en svensk skådespelare, en av de första skådespelarna i landet och verksam i den svensk pionjärtruppen i Stora Bollhuset.
Hallberg, som var född i Uppsala till klockaren i domkyrkan, var aktör vid teatern 1748. Han tillhörde de mest betydande aktörerna, spelade troligen huvudrollen sina recetter Det dygdige fruentimrets seger 1749-50 och Hadrianus i Syrien 1751-52. Han var kontorist och tullskrivare. År 1754 blev han medlem i Stenborgs Sällskap. 
Samma år listas han som en av teaterns tolv ledamöter; de övriga var Peter Lindahl, Johan Bergholtz, Hans Kullberg, Petter Stenborg, Petter Öberg, Christian Berner och Henrik Fredrik Grubb samt Margareta Maria Fabritz, Elisabeth Lillström, Johanna Catharina Enbeck och Catharina Sophia Murman.    